# Antho inconstans
Antho inconstans är en svampdjursart som först beskrevs av Topsent 1925.  Antho inconstans ingår i släktet Antho och familjen Microcionidae. Inga underarter finns listade i Catalogue of Life.